# الحوزية (إقليم الجديدة)
حوزية أو الحوزية هي جماعة قروية وقرية مغربية غرب المملكة. تنتمي حوزية لإقليم الجديدة. تضم هذه القرية 34.607 نسمة (إحصاء 2004).، وتقع بين مدينتي آزمور والجديدة. تضم الجماعة غابة شاسعة من الكاليبتوس والآروكاريا تحتضن ملعبا للغولف، كما تزخر الجماعة بشاطئ رملي مديد،.